# Inercialni opazovalni sistem
Inerciálni opazoválni sistém (tudi nèpospešêni opazoválni sistém ali galiléjevski ~) je v fiziki takšen opazovalni sistem, v katerem na opazovalca ne delujejo nobene sistemske sile. V limiti klasične mehanike lahko za inercialni opazovalni sistem vzamemo vsak sistem, ki se giblje nepospešeno, torej sistem, ki ne pospešuje ali zavira in se ne vrti.

## Klasična mehanika
V klasični mehaniki lahko za inercialni opazovalni sistem vzamemo vsak opazovalni sistem, ki se giblje s konstantno hitrostjo, a pod pogojem, da je ta hitrost zanemarljiva v primerjavi s hitrostjo svetlobe. V inercialnem opazovalnem sistemu veljajo Newtonovi zakoni gibanja.
Opis gibanja v poljubnem inercialnem opazovalnem sistemu se z Galilejevo transformacijo prevede v opis gibanja v drugem inercialnem opazovalnem sistemu, ki se giblje s stalno hitrostjo glede na prvega.

## Posebna teorija relativnosti
Posebna teorija relativnosti se ukvarja s primeri, ko hitrost gibanja ni zanemarljiva v primerjavi s hitrostjo svetlobe. Opis gibanja v poljubnem inercialnem opazovalnem sistemu se prevede v opis gibanja v drugem inercialnem opazovalnem sistemu, ki se giblje s stalno hitrostjo glede na prvega, z Lorentzevo transformacijo, ki je razširitev Galilejeve transformacije.

## Splošna teorija relativnosti
Splošna teorija relativnosti postavlja dodaten pogoj, ki ga mora sistem izpolnjevati, da je inercialen: sistem mora biti dovolj daleč od teles z veliko maso, tako da v njem ni gravitacijskega polja.